# ريتشارد باش (روائي)
ريتشارد باش (بالإنجليزية: Richard Bausch)‏ (18 أبريل 1945 في الولايات المتحدة)؛ كاتب وروائي أمريكي.

## روابط خارجية
- ريتشارد باش على موقع IMDb (الإنجليزية)
- ريتشارد باش على موقع مونزينجر (الألمانية)
- ريتشارد باش على موقع قاعدة بيانات الفيلم (الإنجليزية)